# Bermond d'Anduze (évêque de Sisteron)
Pour les articles homonymes, voir Bermond d'Anduze.
Bermond d'Anduze, mort le 11 juin 1214, est un chanoine du XIIIe siècle fait évêque de Sisteron.

## Biographie

### Origines
Les origines de Bermond d'Anduze ne sont pas précisément connues. Il appartient à la maison d'Anduze pour la plupart des auteurs, dont ceux de la Gallia christiana novissima (GCN). Le médiéviste Thierry Pécout (2013) le mentionne, avec l'évêque de Fréjus, Frédol d'Anduze, comme appartenant à la « famille des seigneurs de La Voulte et Alès, probablement liés aux Sabran », et sans préciser de lien entre les deux prélats.
Plusieurs hypothèses sont avancées sur sa famille.
L'Histoire générale de Languedoc (HGL, t. IV, col. LXVII) indiquait que Le Laboureur, dans son Histoire manuscrite de la maison d'Anduze, considérait Bermond comme le fils du seigneur Bertrand d'Anduze et d'Adélaïde de Roquefeuil, et qu'il avait pour frère, Frédol († 1197), l'évêque de Fréjus (1166-1197). Cette filiation est celle présentée, dans la notice consacrée à Frédol, par le site du Chapitre de Fréjus-Toulon. Les auteurs de l’HGL concluaient cependant que Bermond et Frédol seraient plutôt les frères de ce Bertrand. Les auteurs de la GCN ne précisaient aucune filiation, ni de liens entre Bermond et Frédol.
L'abbé Roche, dans la notice généalogique consacrée à Bermond d'Anduze, évêque de Viviers (1222-1242), mentionnait des parents différents — Bernard-Bermond, seigneur d'Alais, et de Garsinde de Toulouse, fille du comte Pons —, et pour frères Raymond, Bernard dit l'Ancien, et Frédol, l'évêque de Fréjus.
Lina Malbos, auteur d'une étude généalogique sur la famille d'Anduze et Sauve (1977), ne les mentionne pas.
La notice du Chapitre de Fréjus-Toulon précise qu'il est un neveu à la mode de Bretagne de Pierre d'Anduze, archevêque de Narbonne (1149/50-1155/56).

### Carrière
Bermond semble avoir été chanoine de Maguelone, avant sa nomination sur le siège de Sisteron,. 
Il est élu évêque de Sisteron, vers le mois de juillet 1174. Il est mentionné dans un diplôme du comte de Forcalquier, du 2 novembre 1174. Il participe à la diffusion de la réforme grégorienne dans son Église.
Il passe une transaction avec les templiers, au sujet de l’église de Notre-Dame d'Olon. En mars 1179, Bermond se rend à Rome et siège au Concile de Latran. En 1183, il oblige, conformément à la décision prise par l'archevêque de Tarentaise et celui de  Valence, les moines de l'abbaye de Lure à quitter l’observance cistercienne pour reprendre la règle de la congrégation de Chalais.
En 1207, il lègue l'église des Ybourgues (Limans) au chapitre Saint-Martin de Cruis.
En 1209, il assiste au concile de Saint-Gilles, où Raymond VI de Toulouse, et Pierre-Bermond d'Anduze, passent sous le joug du légat Milon.
Deux ans plus tard, le 18 février 1211, il est à Manosque, où il voit le légat Thédise, évêque d'Agde, attribuer le consulat municipal au commandeur de Malte.

### Mort et succession
Bermond d'Anduze meurt le 11 juin 1214,.
Sa mort est suivie d'une vacance en raison d'un conflit électoral, entre les chapitres de Sisteron et de Forcalquier, que l’archevêque métropolitain finit par trancher,. En 1216, Rodolphe/Raoul, un cistercien, lui succède,.